# Nocturne Records
Nocturne Records was een Amerikaans platenlabel voor jazzplaten, dat in 1954 werd opgericht door drummer Roy S. Harte en jazz-bassist Harry Babasin. Het label was gevestigd in Hollywood en richtte zich vooral op West Coast Jazz. In maart 1955 ging het label samen met Liberty Records, waar Nocturne-platen voortaan onder het Liberty-label uitkwamen. Babasin, president van Nocturne, bleef bij Liberty toezicht houden op het repertoire. 
Artiesten die op Nocturne Records uitkwamen waren onder meer Earl Hines, Bud Shank, Bob Enevoldsen, Harry Babasin, Herbie Harper, Lou Levy, Peggy Connelly, Steve White en Virgil Gonsalves.